# オオヤマレンゲ
オオヤマレンゲ（大山蓮華、学名: Magnolia sieboldii subsp. japonica）は、モクレン科モクレン属に分類される落葉低木の1分類群である。本州関東以南から九州、および中国東南部に分布する。和名は、奈良県の大山（おおやま; 大峰山）に群生地があり、ハスの花（蓮華）に似た花を咲かせることに由来する。別名として「ミヤマレンゲ」（深山蓮華）ともよばれる。雄しべは淡赤色（図1）。一般的に「オオヤマレンゲ」の名で鑑賞用に栽培されるものは、別亜種のオオバオオヤマレンゲ（大葉大山蓮華、学名: Magnolia sieboldii subsp. sieboldii）である。オオバオオヤマレンゲはやや大型で雄しべが紫紅色であり、朝鮮半島から中国東北地方に分布する。学名の種小名（sieboldii）は、江戸時代に来日したシーボルトに由来する。

## 特徴
落葉性の低木から小高木であり、高さ1–5メートル (m)、幹はしばしば斜上し、屈曲する。樹皮は灰白色から灰褐色、平滑で大きな皮目が目立つ。一年枝は褐色でやや太く、短枝がよく生じ、托葉痕が枝を一周している。
冬芽は互生し、頂芽は大きく長さ1–1.5センチメートル (cm) の長楕円形、側芽は小さい。冬芽の芽鱗は托葉と葉柄基部が合着した帽子状であり、濃褐色の軟毛があり、やや革質。側芽は毛が少ない。葉痕はV字形や三角形、維管束痕が7–9個つく。
葉は互生し、葉身は倒卵形から広倒卵形、6–20 × 5–12 cm、全縁、基部は鈍形から円形、先端は短く尖り、表面は緑色で平滑だがときにまばらに毛があり、裏面は白色を帯び全面に毛が生えている（上図2a, b）。葉脈は羽状、側脈は5–10対。葉柄は長さ 2–4 cm。
花期は5–7月、枝先に直径 5–8 cm の白い花が下向きから横向きに咲く（上図3a, b）。花の寿命は4-5日程度。花被片は白色、9–12枚、3枚ずつ輪生する（上図3a, b）。八重咲きの園芸品種も存在する（下記参照）。雄しべは、多数がらせん状につき、花糸と葯隔は淡赤色、葯は淡黄緑色から白色（上図3a）。基亜種のオオバオオヤマレンゲは、雄しべが赤紫色である点で異なる（下図7）。雌しべは約10個、らせん状につく（上図3a）。花は芳香を放ち、匂いの主成分はカリオフィレンである。
果期は9–10月。個々の雌しべは袋果になり、集まって長さ 3–5 cm の楕円形の集合果を形成し、赤く熟す（上図4a, b）。各果実に赤い種子が2個ずつ含まれ、種子は珠柄に由来する白い糸で垂れ下がる。染色体数は 2n = 38。
倒伏した枝から発根し栄養繁殖を行うことがある。

## 分布と生育環境

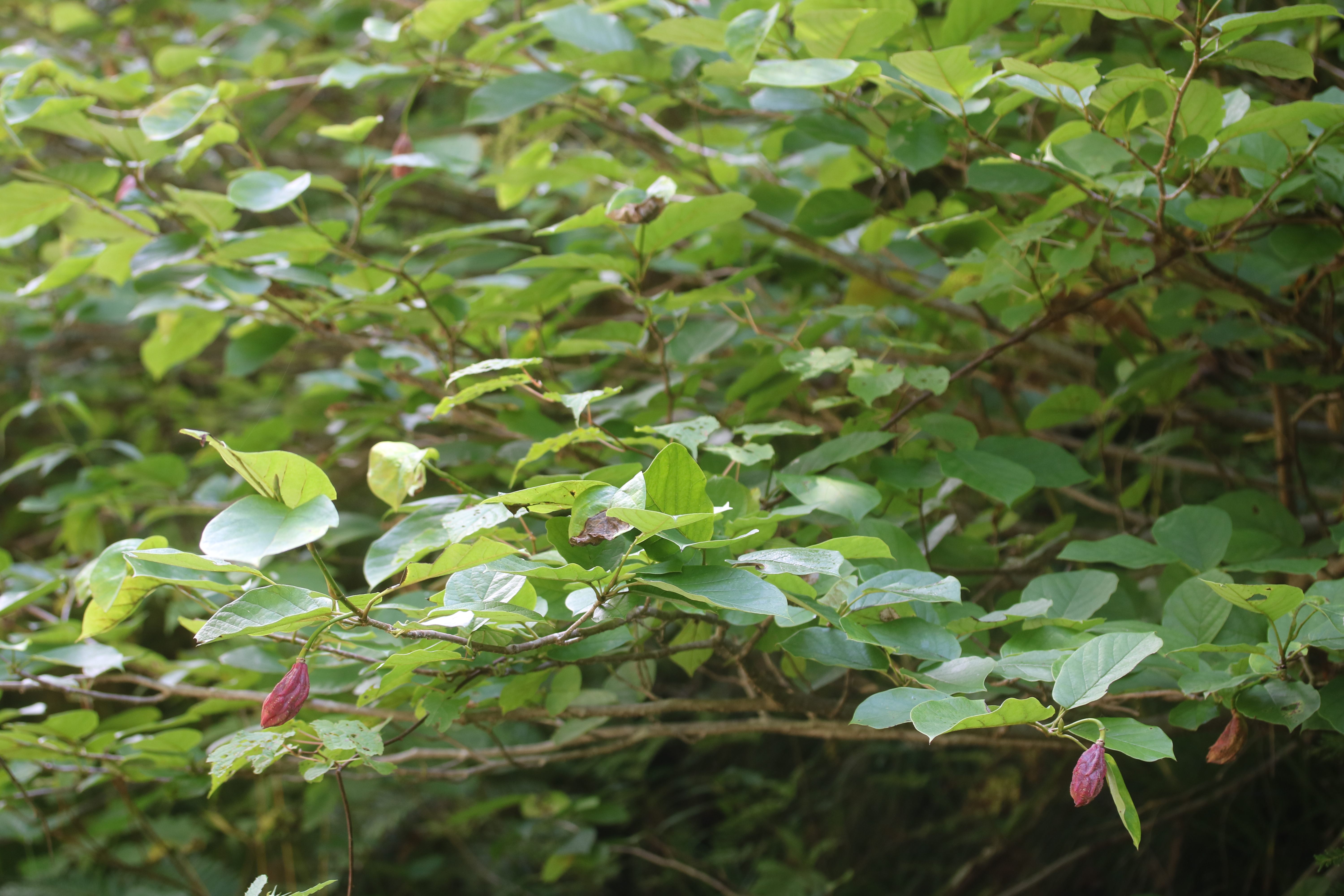
5. 穂高岳のオオヤマレンゲ

オオヤマレンゲは、本州の関東北部以西（谷川岳周辺がその北東限）、四国、九州、屋久島、および中国南東部（安徽省、広西省）に分布する。山地の冷温帯から亜寒帯に生育し、落葉広葉樹林や針葉樹林の林縁、やせ尾根や岩場等の限られた場所でまれに見られる（図5）。
基亜種であるオオバオオヤマレンゲは、朝鮮半島から中国東北地方に分布する。朝鮮半島では、山地にふつうに見られる。

## 保全状況評価
オオヤマレンゲに関して、環境省としてのレッドリストの指定はないが、日本の各都道府県では、以下のレッドリストの指定を受けている（2025年現在）。
- 絶滅危惧Ⅰ類
群馬県、埼玉県、静岡県、石川県、奈良県、島根県、山口県、徳島県、福岡県、宮崎県、鹿児島県
奈良県の大峰山脈ではニホンジカの食害による枯死が危惧されている[18]。シカの食害対策として、環境省と奈良県が防護ネットを設置してオオヤマレンゲを保護する事業を行っている[24]。
- 絶滅危惧Ⅱ類
福井県、広島県
福井県では減少の要因が、産地極限と園芸採取であると推定されている[25]。
- 準絶滅危惧
岐阜県、愛媛県、長崎県、大分県
- 絶滅の恐れのある地域個体群
新潟県

環境省により、上信越高原国立公園・中部山岳国立公園・南アルプス国立公園・白山国立公園などで自然公園指定植物となっている。 
奈良県の八経ヶ岳と明星ヶ岳周辺にオオヤマレンゲの自生地があり、 1928年（昭和3年）2月7日に国の天然記念物に指定された。長野県上松町の町の花と奈良県天川村の村の花である。

## 人間との関わり

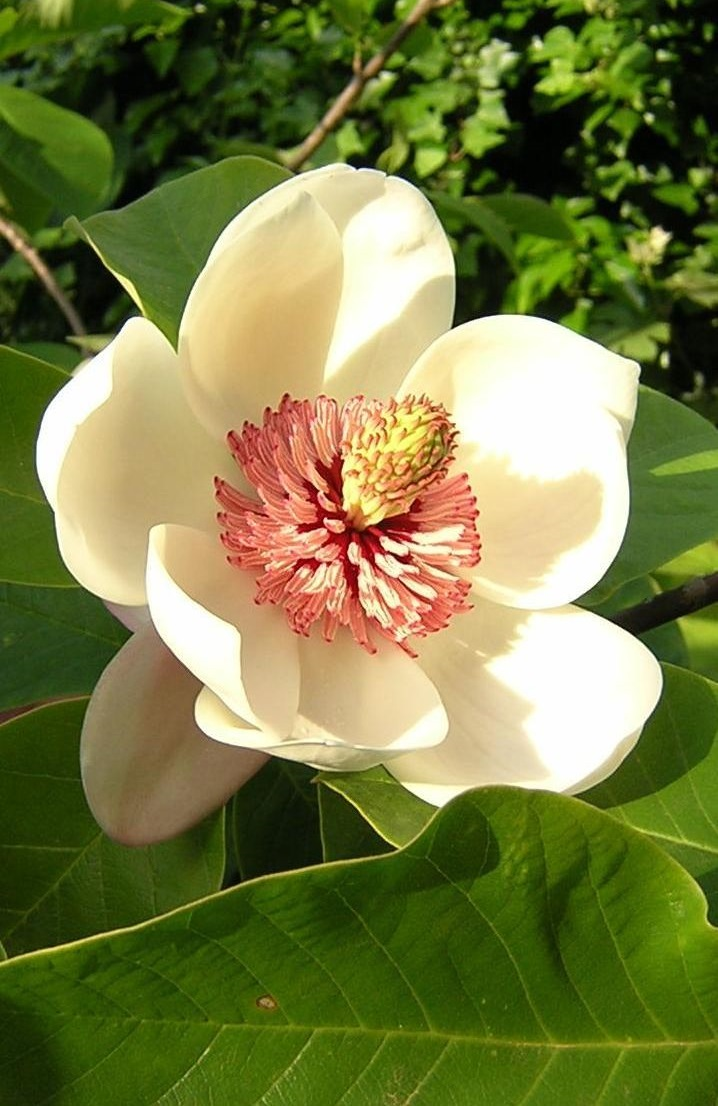
6. ウケザキオオヤマレンゲ

日本では庭木として観賞用に植栽されているが、基亜種であるオオバオオヤマレンゲと混同されていた。古くは1695年の伊藤伊兵衛による園芸書『花壇地錦抄』に記載され、延宝年間に江戸に栽培用として持ち込まれたとしている。岩崎灌園は『草木育種』(1819) と『本草図譜』(1828) において、雄しべの色が白色のものと紅色のものがあるとしており、これがオオヤマレンゲとオオバオオヤマレンゲにあたると考えられている。このことから、この頃には既に朝鮮半島から観賞用にオオバオオヤマレンゲが輸入されていたと考えられている。オオバオオヤマレンゲは伊藤圭介からシーボルトに渡され、これをもとにオオバオオヤマレンゲは記載されたため、誤って日本産であると考えられていた。
日本や欧米で「オオヤマレンゲ」として一般に栽培されているものは、基亜種オオバオオヤマレンゲである。オオヤマレンゲにくらべて暑さに若干強い。茶花として使われることもある。オオバオオヤマレンゲには八重咲きのものもあり、ミチコレンゲ（Magnolia sieboldii ‘Michiko Renge’, ‘Plena’, ‘Semiplena’）とよばれる。またオオバオオヤマレンゲとホオノキとの雑種であるウケザキオオヤマレンゲ（Magnolia × wieseneri）（図6、下記参照）は1889年のパリ万国博覧会に日本から出品され、園芸用に利用されている。
オオバオオヤマレンゲは朝鮮半島には比較的多く、朝鮮民主主義人民共和国（北朝鮮）の国花とされ、「モンラン」とよばれる。
「大山蓮華」は初夏の季語である。

## 分類
オオヤマレンゲは、Magnolia sieboldii の亜種として分類されている（Magnolia sieboldii subsp. japonica）。この種の基亜種であるオオバオオヤマレンゲ（大葉大山蓮華、学名: Magnolia sieboldii subsp. sieboldii）はオオヤマレンゲにくらべて葉、花、果実がやや大きく（花は直径 7–10 cm）、雄しべが赤紫色である点でも異なる（下図7）。中国東北部と朝鮮半島に分布する。日本や欧米では園芸用に植栽されている（上記参照）。また別亜種として、中国中南部から Magnolia sieboldii subsp. sinensis が記載されている。
上記のように、Magnolia sieboldii のうち、日本に分布するものはオオヤマレンゲ、朝鮮半島に分布するものはオオバオオヤマレンゲと亜種レベルで分けられている。しかし葉緑体DNAの解析からは、九州・四国に分布するオオヤマレンゲは韓国のオオバオオヤマレンゲに近縁であることが示されている。このことから、九州・四国のオオヤマレンゲ集団は、オオヤマレンゲとオオバオオヤマレンゲの交雑によって成立したことが示唆されている。
オオバオオヤマレンゲとホオノキとの雑種も知られ、ウケザキオオヤマレンゲ（受咲大山蓮華、学名: Magnolia × wieseneri Carr (1890)）とよばれる（上図6）。オオヤマレンゲと異なり、花が上向きに咲く。